# Flavoperla biocellata
Flavoperla biocellata är en bäcksländeart som beskrevs av Chu 1929. Flavoperla biocellata ingår i släktet Flavoperla och familjen jättebäcksländor. Inga underarter finns listade i Catalogue of Life.